# میلچو گورانوف
میلچو گورانوف (بلغاری: Милчо Горанов؛ ۶ نوامبر ۱۹۲۸ – ۲۸ ژوئیهٔ ۲۰۰۸) بازیکن فوتبال اهل بلغارستان بود.
وی همچنین در تیم ملی فوتبال بلغارستان بازی کرده‌است.